# Kot-à-projet
Pour les articles homonymes, voir KAP.
 (décembre 2012).
Si vous disposez d'ouvrages ou d'articles de référence ou si vous connaissez des sites web de qualité traitant du thème abordé ici, merci de compléter l'article en donnant les références utiles à sa vérifiabilité et en les liant à la section « Notes et références ».

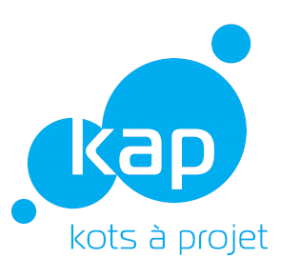
Logo général de tous les KAPs de l'UCLouvain - Chaque KAP possède son propre logo.

Un kot-à-projet (KAP) est une association composée de 6 à 18 étudiants qui, tout en vivant ensemble au sein d'un logement communautaire (un kot), mènent à bien un projet bénévole qui leur tient à cœur.
Le projet consiste habituellement à organiser des activités destinées aux autres étudiants ainsi qu’aux habitants des environs de tous les âges. Chaque kot-à-projet est spécialisé dans un domaine précis relatif par exemple à la culture, à l'aide humanitaire ou sociale, au sport, ou encore à la protection de l’environnement. Outre l’organisation d’activités, les kots-à-projet peuvent également fournir des services ou sensibiliser les autres étudiants à leur cause. Dans tous les cas, ils permettent le rassemblement, la discussion et le débat. 
Il existe aujourd'hui environ 130 kots-à-projet en Belgique qui rassemblent donc plus de 1000 étudiants, dont la majorité se situent à Louvain-la-Neuve.

## Historique
Les kots-à-projet se sont organisés à la naissance, en 1972, de la ville de Louvain-la-Neuve, en Belgique. Cette jeune ville universitaire fut construite après que les francophones de l'Université catholique (bilingue) de Louvain-Leuven furent amenés à déménager hors du territoire de la Flandre à la suite de l'affaire de Louvain. Cette délocalisation provoqua la création « de nouvelles formes de rapports sociaux » et « d’une conception innovante de la culture ». L’utopie de cette construction urbaine intégra les kots-à-projet dans sa conception pour répondre ainsi aux objectifs de cette ville en devenir qui manquait alors d'animation. 
Les premiers kots-à-projet étaient suscités pour la plupart par des organisations étudiantes déjà existantes. Ils s’inspirèrent directement des maisons communautaires, avec souvent une inspiration chrétienne, qui existaient à Louvain avant la séparation.
L'université prend directement les initiatives pour favoriser le développement des kots-à-projet. Elle souhaite en effet que soit créé un tissu socio-culturel solide dans la jeune ville, et les kots-à-projet lui semblent un moyen de socialisation efficace. C'est pourquoi elle va les financer, les soutenir et les rendre attirants dès la première année.
Le Conseil des Résidents (né le 22 novembre 1971 et devenu plus tard Association des Habitants) considère les kots-à-projet comme des lieux essentiels à l'autonomie et à la créativité des résidents.
En cette période, la question de la mixité dans les logements occupait une place importante. Bien qu'elle restât officiellement interdite, l'université laissait à une personne du kot-à-projet, avec qui elle signait les contrats, la liberté de choisir librement ses cokoteurs. De facto et sans que toutes les autorités de l'université ne s'en rendent compte, les kots-à-projet seront parmi les premiers logements universitaires mixtes à Louvain-la-Neuve.

## Organisation
La plupart des kots-à-projet sont des associations de fait. Cependant, ceux qui le souhaitent peuvent s’organiser en ASBL, par exemple s’ils gèrent une quantité importante d’argent.
Le kot-à-projet en tant qu’association s'organise de manière originale puisqu’elle doit s’adapter au mode de vie des étudiants. Ainsi, ceux-ci ne restent souvent que deux ou trois ans dans le même kot-à-projet, parfois même moins. Il faut donc trouver chaque année de nouvelles personnes intéressées par rentrer dans le kap. Pour cela, les membres actuels organisent des soupers de rencontre afin d’accueillir de nouveaux arrivants.
En outre, les kots-à-projet doivent chaque année défendre leur existence auprès d’une commission de reconduction, dans laquelle l'Université vis ses représentants (mais aussi des représentants étudiants directement) jouent un rôle important.

## Spécificités dans chaque ville

### Louvain-la-Neuve

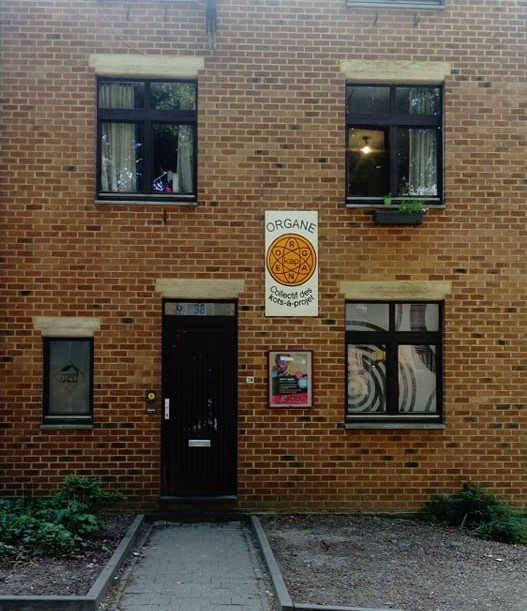
Kot de l'Organe, collectif des kots-à-projet

L’université catholique de Louvain (UCLouvain) à Louvain-la-Neuve a été la première à voir naitre des kots-à-projet. Soutenus tant logistiquement (du point de vue des logements) que financièrement par l'UCLouvain, les kap's sont aujourd'hui une source importante de l'animation estudiantine néo-louvaniste. 
Les kots-à-projet sont ainsi un des quatre types de collectif étudiant qui existent à Louvain-la-Neuve, avec les cercles, les régionales et l’AGL. Alors que les cercles et les régionales sont surtout destinés à faire vivre le folklore estudiantin et la guindaille (ainsi que de favoriser les liens entre étudiants de la même faculté et entre étudiants de la faculté et les membres du personnel), les kots-à-projet tentent d'organiser des activités plus diverses. Ainsi, on retrouve des activités dans plusieurs thématiques: sport, culture, environnement, social, citoyenneté, sciences, handicap, arts de la scène, interculturalité... Certaines activités de grande ampleur telles que les 24 heures vélo de Louvain-la-Neuve ou le Welcome Spring ! Festival sont organisées par des kots-à-projet, respectivement le CSE Animations et le Welkot (ex-Kot-é-Rythmes). 
Afin de coordonner l'ensemble des kots-à-projet, l'Organe (Organisation Réunie Générale des Animations Néo-louvanistes Étudiantes, le collectif des kots-à-projets) a été créé en 1975. Aujourd'hui, il s'agit d'un kot-à-projet qui soutient et représente l'ensemble des kots-à-projet envers les différentes entités de l'UCLouvain. En outre, l'Organe à un rôle d'ouverture vers les habitants et les autres étudiants, ainsi qu'un rôle de cohésion entre tous les KAPs. Les activités phares de l'Organe sont le Souper des KAPs (SDK), le Barbecue des KAPs (BBK) ou encore la Foire des KAPs (FDK).
Le site de Louvain-la-Neuve abrite aujourd’hui les 79 kots-à-projet suivants:
| Nom du KAP                     | Année de création      | Catégorie                                          | Activité phare |
| ------------------------------ | ---------------------- | -------------------------------------------------- | --- |
| Africa United Kap              | 2021                   | International et interculturalité, Sensibilisation | Sensibilisation aux cultures africaines                                                                            |
| Akapella                       |                        | Arts de la scène                                   | Chant : Blind Test, N'oubliez pas les paroles                                                                      |
| Alimentakot                    | 2003                   | Social                                             | Alimentation : Distribution des invendus                                                                           |
| Alterékot                      | 2017                   | Environnement et citoyenneté                       | Social Cup, Comptoir du Talent, formations à la Gouvernance Partagée                                               |
| Artakap                        | 2020                   | Arts et multimédias                                | |
| Babbelkot                      | 2011                   | Lettres et patrimoines                             | Tables de conversation en Allemand et en Néerlandais, Oktoberfest                                                  |
| Brassikot                      |                        | Culture                                            | Brassicole, dégustation de bières                                                                                  |
| Carpe Studentem                | 2001                   | Culture                                            | |
| Ciné Forum                     | 1988                   | Arts et multimédia                                 | Projections de films                                                                                               |
| Circokot                       | 2003                   | Arts de la scène                                   | Circo Cabaret, Midi Minuit's                                                                                       |
| CSE Animations                 | 1972                   | Sport                                              | 24h vélo de Louvain-La-Neuve                                                                                       |
| CSE Tournois                   | 1989                   | Sport                                              | Activités sportives                                                                                                |
| Cyclokot                       | 2023                   | Sport                                              | |
| Deltakap                       | avant 1984             | Handicap                                           | |
| Dépakot                        |                        | Social                                             | Chantiers sociaux auprès des plus défavorisés                                                                      |
| Electrokot                     | 2020                   | Sensibilisation                                    | Réparation d'électronique, Déchets électroniques                                                                   |
| Etincelle                      | 1997                   | Lettres et patrimoines                             | Rédaction du journal étudiant de la ville                                                                          |
| Fairkot                        | avant 1984             | Environnement et citoyenneté                       | Petits dejeuners Oxfam, Semaine équitable                                                                          |
| Granzensemble                  | 1973                   | Handicap                                           | Inclusion des personnes en situation de handicap dans l'UCL                                                        |
| Improkot                       | 1991                   | Arts de la scène                                   | Improvisation théatrâle, matchs d'improvisation                                                                    |
| Inclukap                       | 2002                   | Social                                             | |
| KAP Contes                     | 1993                   | Arts de la scène                                   | Le Festival du Conte et les soirées contes, Cluedo                                                                 |
| KAP Course                     | 1992                   | Sport                                              | Activités sportives                                                                                                |
| Kap Délices                    |                        | Cuisine                                            | |
| Kap Justice International      | 1981                   | Sensibilisation                                    | Gala du Kap'Ji, Visite de la CPI à La Haye, Marathon des lettres Amnesty                                           |
| Kap Expé                       |                        | Sport                                              | Expéditions sportives, notamment en montagne                                                                       |
| Kap Hot                        |                        | Sensibilisation                                    | Sexualité, Love Week                                                                                               |
| Kap Quart                      | 1995                   | Social                                             | Lutte contre la misère                                                                                             |
| Kap Seniors                    |                        | Sensibilisation                                    | Activités intergénérationnelles                                                                                    |
| Kap Signes                     | 2013                   | Sensibilisation                                    | Souper dans le silence                                                                                             |
| KapTech                        | 2018                   | Vulgarisation scientifique                         | |
| Kap Vert                       | 2007                   | Environnement et citoyenneté                       | Sensibilisation à l'environnement                                                                                  |
| Kapvalier                      | 2022                   | Social, Sport                                      | Tournois d'échecs                                                                                                  |
| Kapodastre                     | 1999                   | Arts de la scène                                   | Concerts, Lundis de la Guitare, OpenJazz Festival                                                                  |
| Kap sur l'avenir (Kapsla)      | 2007                   | Environnement et citoyenneté                       | Sensibilisation à l'environnement, Kapslatittude                                                                   |
| Kot Ardoise                    | avant 1984             | Lettres et patrimoines                             | Langue et littérature française, Grande Dictée, concours de nouvelles, concours de poésie par SMS                  |
| Kot Astro                      | 1989                   | Astronomie                                         | |
| Kot BD                         | avant 1984             | Lettres et patrimoines                             | L'Impro Dessinée, La Nuit de la BD, Louvain-les-Bulles                                                             |
| Kot Certino                    | 1997                   | Arts de la scène                                   | Concerts |
| Kot Citoyen                    |                        | Environnement et citoyenneté                       | Débats politiques                                                                                                  |
| Kot Erasmus                    |                        | International                                      | Accueil et intégration des étudiants en érasmus.                                                                   |
| Kot Sang12                     |                        | Sensibilisation                                    | Campagnes de dons de sang, Guide ambulance                                                                         |
| Kot des droits humains         |                        | Sensibilisation                                    | Visites de prisons                                                                                                 |
| Kot du Grenier                 | 2016                   | Culture                                            | Taverne médiévale, Quiz du grenier, Octogone                                                                       |
| Kot et Danse                   | 1991                   | Arts de la scène                                   | Improdanse, SPEKED, Just dance, cours de danse                                                                     |
| Kot Jeunes et Nature           | 1993                   | Sensibilisation                                    | |
| Kot Manga                      |                        | Culture                                            | |
| Kot Méca                       | 1981                   | Service étudiant                                   | Réparations mécaniques                                                                                             |
| Kot Partenaires Interculturels | avant 1984             | Interculturalité                                   | Festivals Interculturels Buljono & Tutmonda                                                                        |
| Kot Planète Terre              |                        | Environnement et citoyenneté                       | |
| Kotstaud                       | 2024                   | Sport                                              | Musculation et modes de vie sain                                                                                   |
| Kot Verdom                     | 2007                   | Interculturalité                                   | La Semaine Belge                                                                                                   |
| Kot-é-Chine                    |                        | International                                      | Nouvel An Chinois, Food week                                                                                       |
| Kot-é-Clown                    |                        | Culture                                            | Le grand Pestacle                                                                                                  |
| Kotangente                     | 2011                   | Vulgarisation Scientifique                         | Séances de remédiation, promotion des sciences pour le grand public                                                |
| Kotextile                      | 2019                   | Culture                                            | |
| Kotstume                       | 1997                   | Culture                                            | Prêt de costumes et de déguisements, Bal du Kotstume                                                               |
| Kotylédon                      | 2020                   | Sensibilisation                                    | Brocante de plantes (Broplante), ateliers DIY liés aux plantes                                                     |
| L'Angela                       |                        | Sensibilisation                                    | Féminisme, Feminist and Queer Party                                                                                |
| La Coquille                    | 1981                   | Social                                             | Hébergement, maraudes, sandwichs suspendus, bénévolat à UTUC                                                       |
| Latino Amerikap                | 1997                   | International                                      | Culture Latino-américaine, tables de conversations en espagnol et portugais                                        |
| Le Lever du Rideau             | 1989                   | Arts de la scène                                   | Festival Mozaïk, Mille et une scènes                                                                               |
| Le Semeur                      | 2023                   | Culture                                            | Journée du Monde Rural, Bar Fermier                                                                                |
| Louvain-li-nux                 | 1999 (KAP en 2005)     | Informatique, service étudiant                     | Install party, Game Jam, Ateliers (latex, git), Geek Party, KARWa (Compétition d’Algorithmique régionale Wallonne) |
| Maison de l'Histoire           | avant 1984             | Lettres et patrimoines                             | Banquet historique                                                                                                 |
| Migrakot                       | 2016                   | Sensibilisation                                    | Festival Visa Vie                                                                                                  |
| Mundo Kot                      | 2001                   | Sensibilisation                                    | Campus plein sud                                                                                                   |
| Oasis                          |                        | Environnement et citoyenneté                       | Profiter de la vie, Banquet illégal                                                                                |
| Oenokot                        | 2002                   | Culture                                            | Dégustation de vins                                                                                                |
| Orchestrakot                   | avant 1984             | Arts de la scène                                   | Concerts |
| Organe                         | 1991                   | Service étudiant                                   | SDK, BBK, FDK, Reconductions, Ouverture, Cohésion des KAPs                                                         |
| Photokot                       | 1991                   | Arts plastiques et multimédia                      | Photographie |
| Radiokot                       | 1996                   | Arts plastiques et multimédia                      | Radio universitaire                                                                                                |
| Sac de Billes                  | avant 1984             | Citoyenneté                                        | Enfants : école des devoirs, villages des enfants                                                                  |
| Supportkot                     | 2005                   | Service étudiant                                   | Welcome Day/ Night, Support Bloc                                                                                   |
| Théâtre univ. de Louvain TUL   | 1961                   | Arts de la scène                                   | Festival Universatil, Mille et une scènes                                                                          |
| ULYC                           | 1964 (KAP depuis 2012) | Sport                                              | Croisières en Bretagne, traversée de la Manche, week-ends dériveurs, cours de navigation, bars                     |
| Zymokot                        | 2022                   | Cuisine                                            | Initiations à la fermentation maison                                                                               |

### Région de Bruxelles-Capitale
Sur le site médical de Woluwe-Saint-Lambert, l'UCLouvain abrite également 22 kots-à-projet. Ceux-ci sont coordonnés par l'Organe de Louvain-en-Woluwe.
L'Université Saint-Louis - Bruxelles, à Bruxelles-Ville, abrite 9 kots-à-projets, dans ses trois résidences universitaires ainsi qu'un réalisé sur le site de l'Université libre de Bruxelles (ULB). Une allocation de 60 € par mois est octroyée aux étudiants participants.

### Namur
Le site de l’UNamur compte au total 13 KàPs, proposant des activités aux étudiants, habitants, enfants, dans de multiples domaines allant de la musique au sport en passant par l’humanitaire, le social, la photographie et vidéo, la danse, l’improvisation, l’environnement et diverses sensibilisations…
Afin d’être reconduits ou créés, ceux-ci passent chaque année devant une commission qui acceptent leur projet. Ce dernier, à caractère social ou culturel, est destiné à tous les étudiants de l’UNamur. D’ailleurs, tout étudiant peut introduire une demande d’obtention du statut de KàP.
Pour faciliter la réalisation des projets, l’UNamur met à disposition des kapistes, un logement à proximité des facultés. Des subsides de l’AGE sont également octroyés aux projets.

### Liège
À Liège, sous l'impulsion de la FEDE en collaboration avec l'ULg, le premier Kot-à-Projet a vu le jour lors de l'année académique 2011-2012.

### Mons
À l'UCLouvain FUCaM Mons, les premiers kot associatifs sont apparus durant l'année académique 2011-2012. A côté d'un kot à vocation éducative nommé Etukot, on a pu voir apparaitre le Nutrikot en 2018 dont le thème rassemble des problématiques de notre époque comme le développement durable et la cuisine saine à bas prix.